# Mikszáth Kálmán (író)

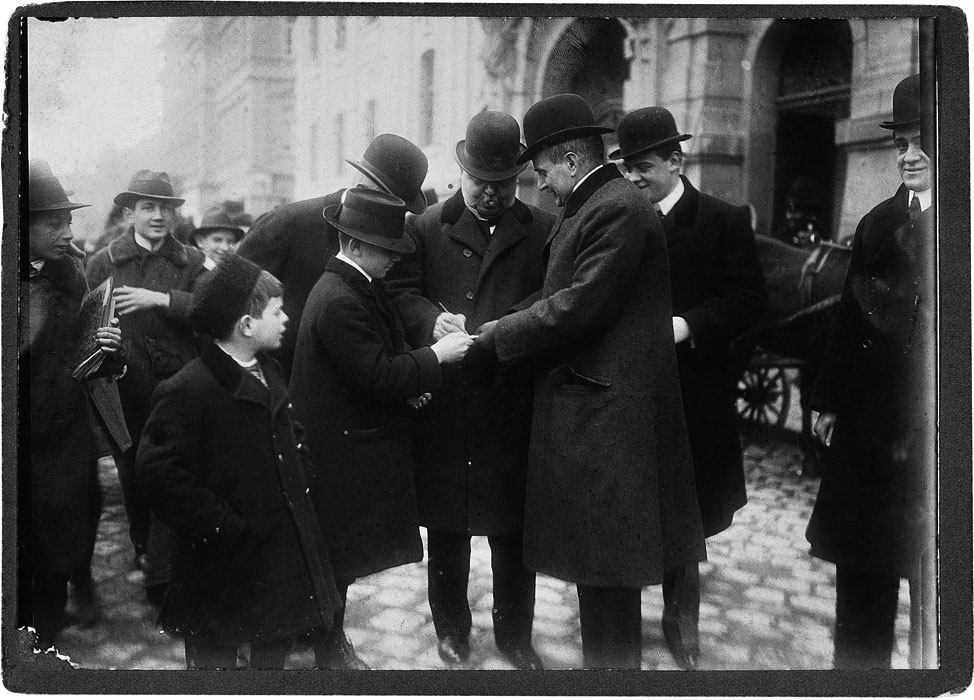
Mikszáth Kálmán autogramot ad (Szeged, 1900)

Kiscsoltói Mikszáth Kálmán (Szklabonya, 1847. január 16. – Budapest, Józsefváros, 1910. május 28.) magyar író, újságíró, szerkesztő, országgyűlési képviselő, a Magyar Tudományos Akadémia tiszteleti tagja, a Kisfaludy Társaság és a Petőfi Társaság rendes tagja, a Budapesti Egyetem tiszteletbeli bölcsészdoktora.

## Élete

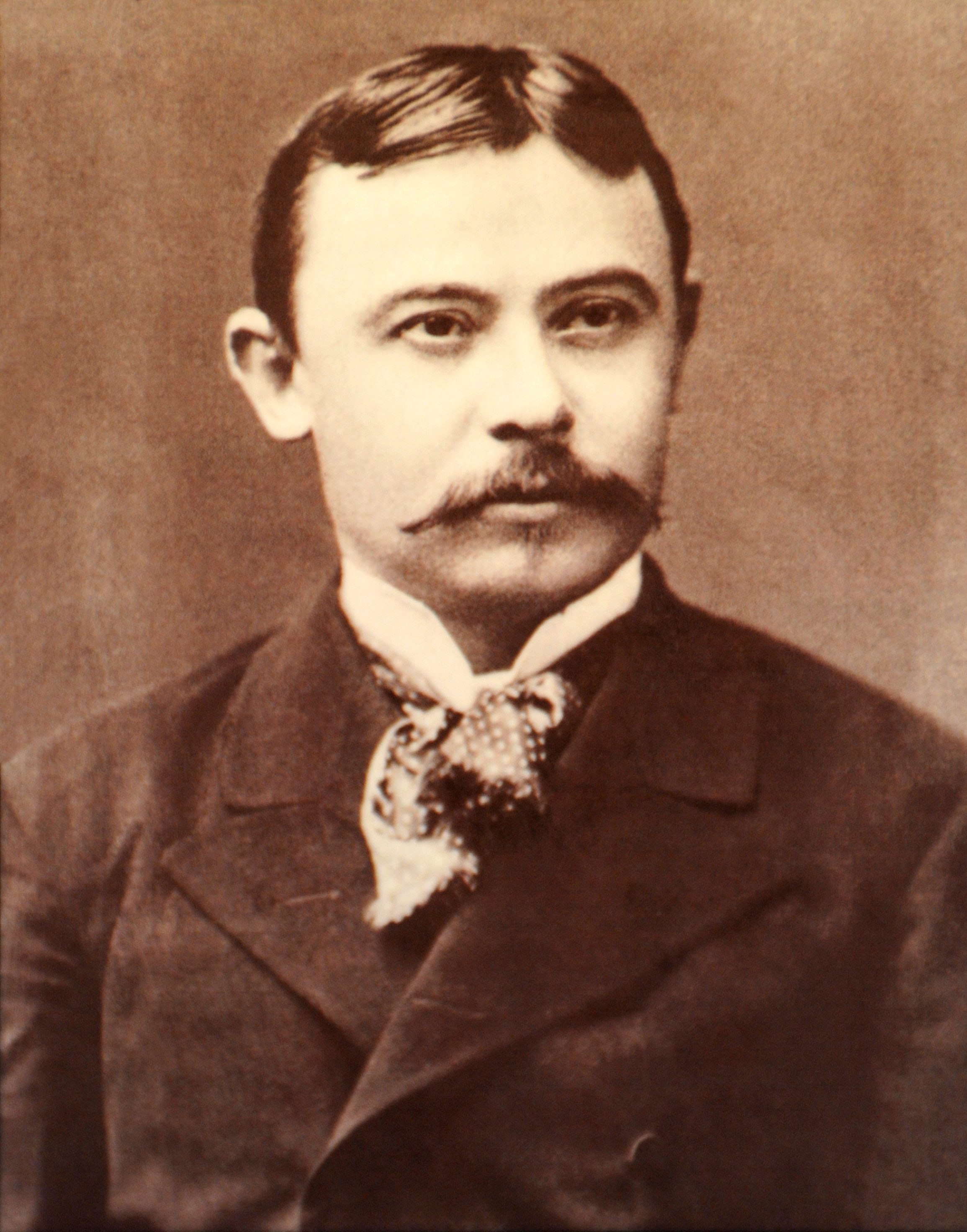
A fiatal Mikszáth

Neves és művelt felmenőkkel bíró családban született Szklabonyán (Nógrád vármegye, ma Mikszáthfalva, Szlovákia); apja Mikszáth János (1808–1873), szklabonyai földbirtokos, árendás mészáros és kocsmáros, anyja a kisnemesi származású Veress Mária (1823–1873) evangélikus vallású. A Mikszáth apai ági felmenők felső-magyarországi lutheránus lelkészek voltak, ugyanakkor az elterjedt tévhittel ellentétben nem voltak nemesek. A család a nevét „Mixadt” alakban írta a 19. század kezdetéig.
Maga az író a család nemesi eredetét Apafi Mihály erdélyi vajdához vezette vissza, s még előnevet is kreált hozzá: „kiscsoltói”. Mindez azonban inkább a lebilincselő történetmondó fejéből pattanhatott ki, a valóságban ezeket az információkat nem sikerült semmivel alátámasztania. Szintén érdekesség, hogy Mikszáth anyjának, Veress Máriának a családja is rendszerint összekeveredik a soproni illetőségű farádi Veres családdal, amelyhez tartozott később Veres Pálné, az Országos Nőképző Egylet megalapítója. Ezt a tévedést is részben az író táplálta, aki a valóban nemesi származású anyja családját a farádi Veresekkel egy tőről fakadónak vélte. Tény, hogy az Ebecken és környékén élő Veres család mellett a farádi Veres családnak is voltak felmenői a környéken, a két család ugyanakkor a rendelékezésre álló – hiányos – adatok alapján úgy tűnik, hogy nem azonos.
Mikszáth ősei, így dédapja, ükapja, valamint annak testvére a teológiát Wittenbergben és Jénában hallgatta, s nevelőként nemesi családokhoz jutottak be, majd Gömör, Nógrád és Sáros megyékben teljesítettek szolgálatot. A lelkészi szál az író nagyapjánál tört meg, aki szakítva a családi tradícióval, a nagykürtösi földesúr kocsmárosa volt. Mikszáth Kálmán édesapja, Mikszáth János is ott született, de szüleivel később Ebeckre költöztek át, ahol a tekintetes ebecki középbirtokos uraság árendás mészárosa és kocsmárosa lett. János a helybéli születésű nemes Veress Máriát vette feleségül. Három gyermekük született: Mária, Kálmán és Gyula. (Mária 17 éves korában egy hirtelen szerzett tüdőgyulladás következtében elhunyt, Gyula dohánybeváltási tisztviselő lett). A család valószínűleg 1843 után költözhetett Szklabonyára, ahol az apa előbb a falu kocsmáját és mészárszékét bérelte, később, az 1860-as évek második felében pedig már „gazda” (legalábbis ez a megjelölés olvasható ekkor fia bizonyítványában). Földjüket közel 100 holdra becsülték és a család jómódját is bizonyította az a tény is, hogy két cselédet, juhászt és szolgálólányt tartottak.
Mikszáth iskoláit nagyrészt Rimaszombatban járta, 1857 és 1863 között, az utolsó két osztályt azonban Selmecbányán végezte, ahonnan 1868-ban Pestre került, ahol jogi tanulmányokat folytatott, de diplomát nem szerzett.
Iskolái befejeztével visszatért Nógrád megyébe, ahol 1871-ben Mauks Mátyás szolgabírónál Balassagyarmaton szolgabírósági esküdtként helyezkedett el. Itt alkalma volt közvetlen közelből is tanulmányoznia a vármegye uraságait. 1872-ben ügyvédbojtár lett, emellett megpróbálkozott az újságírással is: különböző fővárosi lapok közölték cikkeit, többek között az Igazmondó, a Szabad Egyház, a Fővárosi Lapok és a Borsszem Jankó.
1873. július 13-án feleségül vette Mauks Mátyás leányát, Mauks Ilona Máriát. Még ebben az évben meghaltak szülei a kolerajárványban, s ő feleségével együtt a fővárosba költözött. Nagy nyomorban éltek. 1874-ben halt meg egynapos korában első gyermekük. Felesége megbetegedett és hazaköltözött szüleihez.
Ezután ő is visszahúzódott szülőfalujába, Szklabonyára, ahol azonban anyja a családi birtokot még halála előtt bérbe adta, így abból sem tudott megélni. Az 1874-es megyei tisztújításon mint aljegyző jelöltette magát, de megbukott. Visszatért Pestre, s az irodalommal kezdett komolyabban foglalkozni.
El akart válni feleségétől, mert azt gondolta, hogy rendes jövedelem nélkül nem méltó a feleségéhez. Mivel az asszony nem akart válni, az akkor még sikertelen író azt hazudta neki, hogy mást szeret. 1878-ban váltak el. Miután Mikszáthnak rendes jövedelme lett, 1883-ban újra összeházasodtak. Házasságukból három fiúgyermek született: Kálmán, Albert és János. Albert fiának leszármazottai ma is élnek. 1899-ben a Magyar Tudományos Akadémia tagja lett. 1910-ben, Budapesten halt meg.

## Írói pályája
Írói pályája nehezen indult, mivel stílusa, eredetisége elütött korának megszokott normáitól, ezért a szerkesztők az írásaiból sok részt egyszerűen kihúztak. 1874-ben jelent meg első önálló műve, az „Elbeszélések”, két kötetben, de nem kapott komolyabb figyelmet. Pár évig különböző napilapoknál dolgozott, azonban sikertelensége miatt elkeseredve, 1878-ban Szegedre ment, és a Szegedi Naplónál helyezkedett el újságíróként. Ott aratta első írói sikereit: az 1879-es szegedi árvíz és az ezután következő királyi biztosi korszak hálás témákkal szolgált neki. Karcolataiban a biztosi tanácsot csipkedte, s megörökítette Tisza Lajos és munkatársainak alakját.
1881-ben visszatért Budapestre, ahol az Ország-Világ című lap segédszerkesztője lett. Ez idő tájt vált ki a Budapesti Hírlap szerkesztősége a Pesti Hírlapból, ahová emiatt új munkaerő kellett, így ő maga is a Pesti Hírlaphoz került. Eleinte néhány mellékesebb rovatot vezetett, de alig fél év múltán karcolataival annyira megkedveltette magát a lap olvasóival, hogy Jókai Mór mellett az egyik legkeresettebb szerző és humorista lett. Hírlapi cikkeit nagyobbrészt neve jelzése nélkül, igen gyakran Scarron, illetve sok más egyéb álnévvel is jegyezte. 1882-ben Mikszáth kiküldött tudósítóként követte végig a híres tiszaeszlári vérvád per tárgyalásait, komoly oknyomozói munkát végezve „megkeresett filoszemitát, antiszemitát, dzsentrit, polgárt és parasztot, megpróbált elfogulatlanul tudósítani a perről”, melyért az egyik oldal antiszemitának a másik zsidóvédőnek bélyegezte.

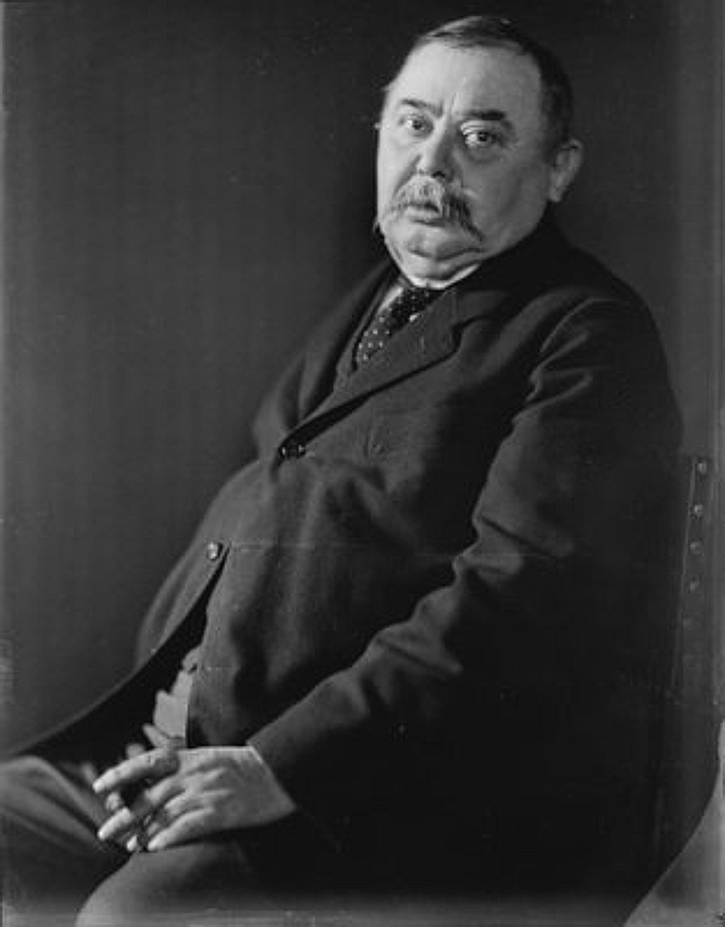
1900 körül

1881-ben a Petőfi Társaság, 1882. február 8-án a Kisfaludy Társaság választotta tagjává, 1889. május 3-án pedig a Magyar Tudományos Akadémia levelező tagja lett.
Irodalmi sikereit hamarosan magánéleti és politikai sikerek is követték: 1882-ben ismét megkérte volt felesége, Mauks Ilona kezét, s 1883. január 1-jén Mohorán újra összeházasodtak.[forrás?]  A házasságból három fiuk született: Kálmán, (1885), János (1890) és Albert (1889–1921). 1887-től élete végéig országgyűlési képviselő volt, előbb az erdélyi Illyefalva, majd 1892-től Fogaras, végül Máramarossziget mandátumával.
1896. július 15-én a Budapesti Újságírók Egyesülete elnökévé választotta. 1897. november 20-án megalapította az Országos Hírlapot, amelynek megszűntéig (1899. január 26.) főszerkesztője volt. 1899. február 8-án lemondott a budapesti újságírók egyesületének elnöki tisztéről. 1903-tól Az Újság főmunkatársaként dolgozott. 1907-ben összegyűjtött munkáiért a Magyar Tudományos Akadémia nagyjutalommal tüntette ki. 1910 tavaszán ünnepelték írói pályafutásának negyvenedik évfordulóját, tiszteletére  szülőfaluja, Szklabonya a Mikszáthfalva nevet vette fel. Ezután még elutazott Máramarosszigetre, ahonnan azonban már nagybetegen tért vissza, s néhány nap múlva, május 28-án meghalt. Temetésére május 31-én délután került sor. Utolsó munkája, A fekete város könyv alakban való megjelenését 1911-ben  már nem érhette meg.

## Munkái
1. A batyus zsidó lánya (1871)
2. Ami a lelket megmérgezi (1871)
3. A lutri (1872)
4. Nibelungok harca (1873)
5. Pecsovics világ (1874)

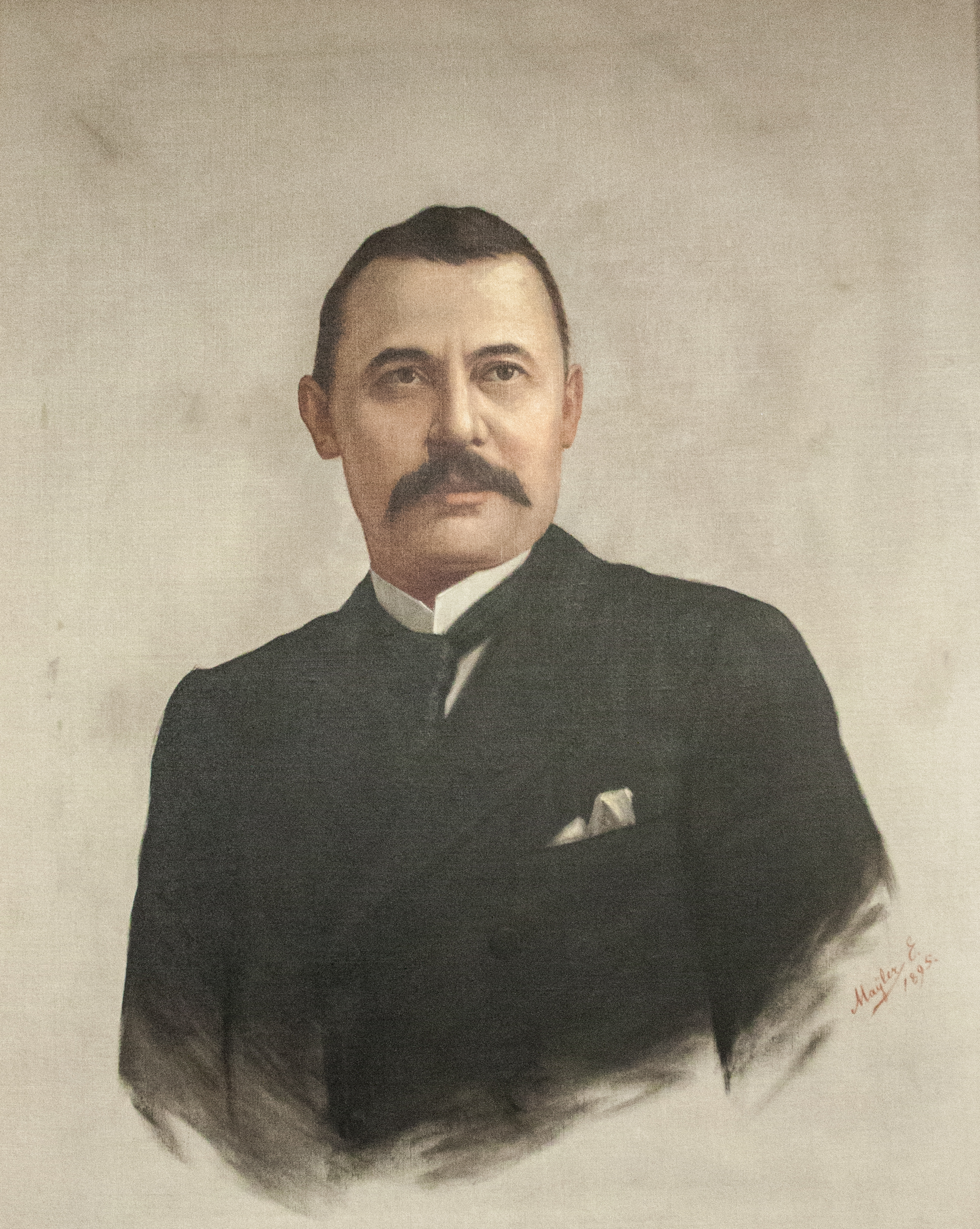
Mayler Ede: Mikszáth Kálmán, 1895

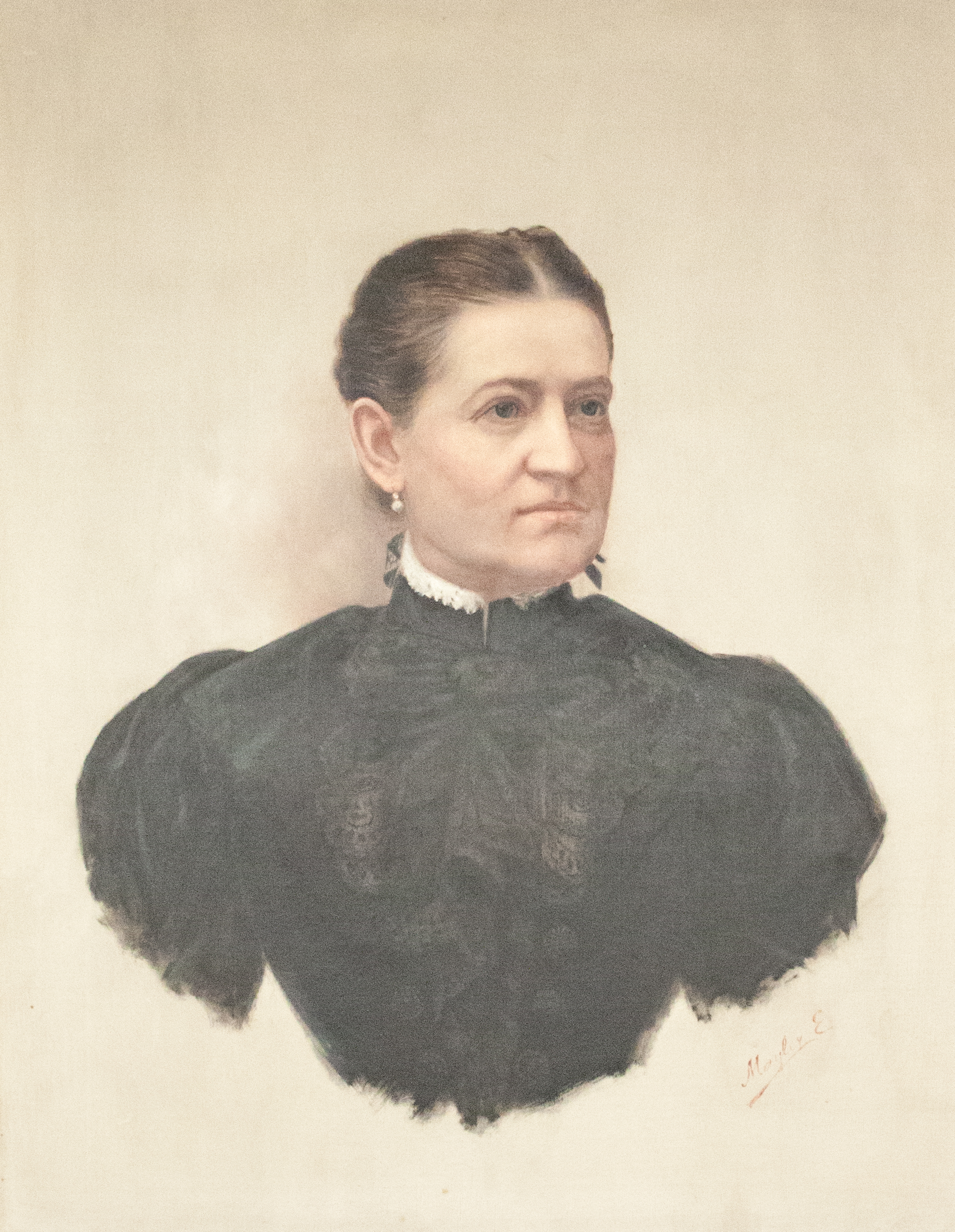
Mayler Ede: Mikszáth felesége, Mauks Ilona

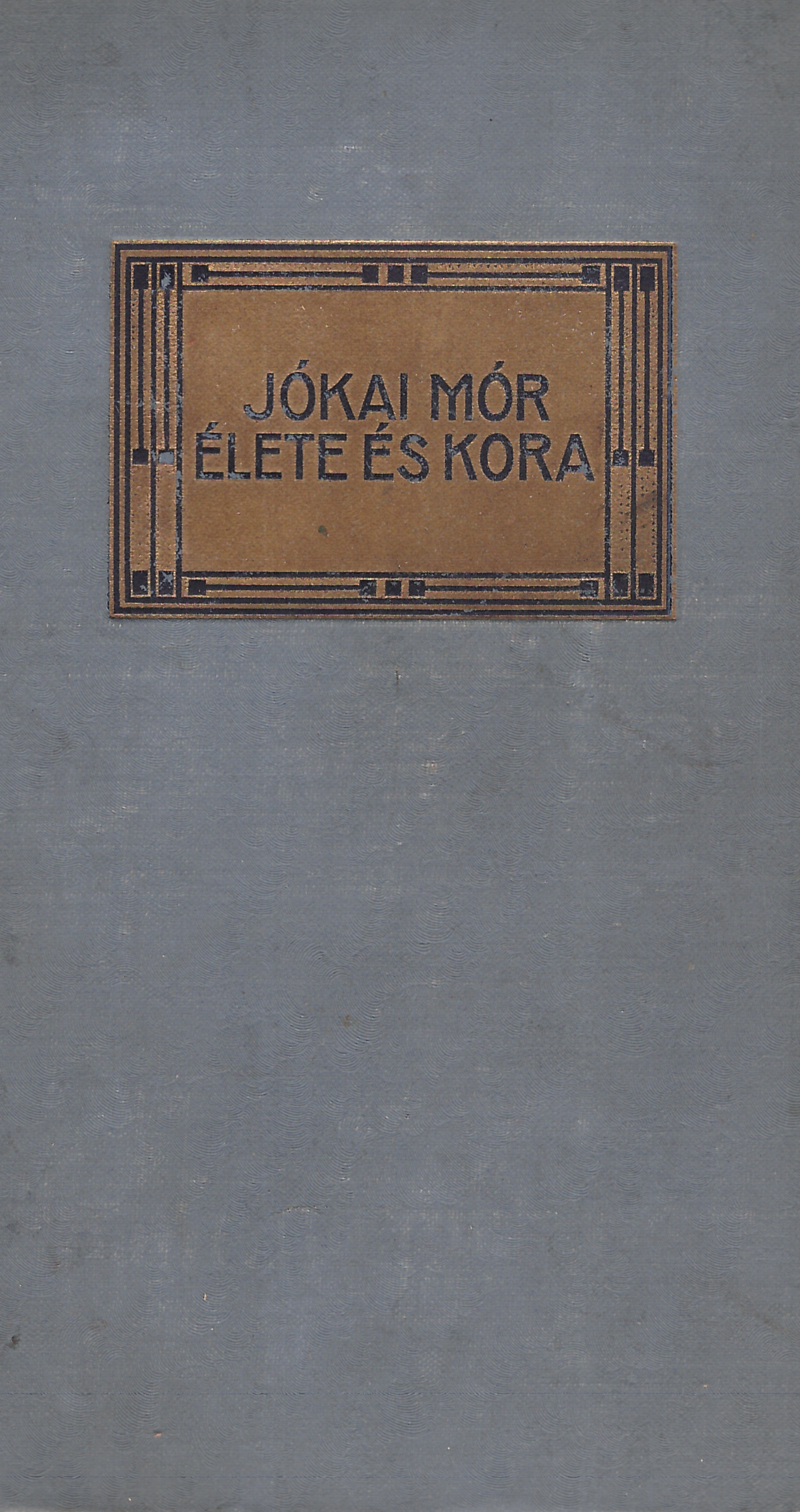
Jókai Mór élete és kora (1910-es évekbeli kiadás)

6. Elbeszélések. Budapest, 1874, két kötet
7. Tündérvilág. Válogatott mesék gyűjteménye az ifjúság számára 9 képpel. Írta Kálmán bácsi. Uo., 1875
8. A vármegye rókája (1877)
9. Még ujabb fény- és árnyképek. Írta Kákay Aranyos Nr. 3. uo, 1878 (Online)
10. Az igazi humoristák. Cikkek a magyar nép humoráról. Szeged, 1879
11. Szeged pusztulása. Írta Kákay Aranyos No. 3. uo., 1879 (németül, uo., 1879)
12. Falunk véneinek édes visszaemlékezése (1879)
13. Tisza Lajos és udvara Szegeden. Fény- és árnyképek. Írta egy ismeretlen. Budapest, 1880
14. Tót atyafiak. Elbeszélések és rajzok róluk, 1881 (Ismétlés Ellenzék 437. sz., Pesti Hírlap 236. sz., Koszorú VI. 374. l. 2. kiadás 1888. Uo. Németül Silberstein Adolf ford. Szeged, 1884, Dánul Schumacher Sándor ford. Kopenhagen, 1893)
15. A jó palócok. 15 apró történet. Budapest, 1882 (Ism. Ellenőr 16., Vasárnapi Újság 3., Egyetértés 15., Fővárosi Lapok 8. sz., Koszorú VII. 2. kiadás 1884, 3. kiadás é. n., 4. kiadás 1890, 5. k. 1898. Uo. angolul, bevezetéssel Clipton Binghamtól, London, é. n.) A történetek: A néhai bárány, Bede Anna tartozása, Péri lányok szép hajáról, A kis csizmák, Tímár Zsófi özvegysége, Az a pogány Filcsik, A bágyi csoda, Szűcs Pali szerencséje, Galandáné asszonyom, A gózoni Szűz Mária, Két major regénye, A "királyné szoknyája", Szegény Gélyi János lovai, A gyerekek, Hova lett Gál Magda?.
16. A frivol akta. Brézói ludak. A saját ábrázatomról. Bevezetéssel Jókai Mórtól. Budapest, 1882, arcképpel és 3 képpel
17. Herczeg Eszterházy Miklós kalandjai szárazon és vízen. Uo. (1882, Jó Könyvek 3.)
18. Az ördög orsója vagy a tolpányi boszorkány históriája. Uo. (1882, Jó könyvek 6.)
19. Jókai Mór, vagy a komáromi fiú, ki a világot hódította meg. Uo. (1883, Jó könyvek 13)
20. Herczeg Esterházy Miklós további kalandjai. Uo. (1883, Jó Könyvek 18.)
21. Kavicsok. Elbeszélések. Kiadja a Petőfi-társaság. Uo. (1883, és Szépirodalmi Könyvtár 42. Ism. Koszorú)
22. Az apró gentry és a nép. Harmincz kis elbeszélés. Írta Scarron. Uo., 1884 (Ism. P. Napló, 1883. 243., Főv. Lapok 291., Egyetértés 344. sz.)
23. Nemzetes uraimék. (Mácsik a nagyerejű). Regény. A képeket rajzolta Gyulai László. Uo., 1884 (Ism. 1883: Pesti Napló 343., Budapesti Hirlap 349., Nemzet 351., Főv. Lapok 291., Egyetértés 344. sz. Új kiadás. Uo., 1884 és 1889)
24. A titokzatos fekete láda. Elbeszélés. Uo., 1884 (Jó könyvek 30.)
25. A tekintetes vármegye. Igaz történetek. Mannheiner Ágost rajzaival. Uo., 1885 (Ism. Főv. Lapok 1884. 280., 302., Nemzet 331., Egyetértés 300., P. Napló 330., Vasárnapi Ujság 48. sz.) (Online)
26. A lohinai fű. Elbeszélés. Uo., 1885 (Egyetemes Regénytár I. 3. Ism. Nemzet 1885. 290. sz. Koszorú 40. Budapesti Szemle LVI.)
27. Urak és parasztok. Uo., 1886 (Ism. Nemzet 1885. 332. sz.)
28. A két koldusdiák. Mesés történet az ifjúság számára. A képeket rajzolta Mannheimer Ágoston. Uo., 1886 (Ism. Fővárosi Lapok 190. sz., 2. kiadás, 1892
29. A tisztelt ház. Jankó János rajzaival. Uo., 1886 (Ism. Főv. L., P. Hirlap, Nemzet 31. sz. 3. kiadás. Uo., 1887)
30. Club és folyosó. Politikai ötletek és rajzok. Uo. (1887, Ism. Főv. Lapok 356. sz., Kath. Szemle, 1888) (Révai kiadás)
31. Otthon és a zöld mezőn. Gyermekek olvasmánya. Uo., 1888
32. A beszélő köntös. Regény. Uo., 1889 (Előbb a Nemzetben. Ism. Főv. Lapok, 1893, Egyetértés 191., Vasárnapi Ujság 29., sz. Élet 1891. II. 142. l., Budapesti Szemle LX. Németül: Universal-Bibliothek 2790., szlovákul: Kostolny Lajos ford. Prága, 1890, A Hlas Naroda c. gyűjteményben)
33. Magyarország lovagvárai regékben. Uo., 1890
34. Tavaszi napfény. Otthon és a zöld mezőben. (Gyermekversek). A képeket rajzolta H. M. Bennett. Uo., (1890, Ism. P. Hirlap 1889. 347. sz.)
35. Tavaszi rügyek. Elbeszélések az ifjúságról. Uo., 1890
36. Pipacsok a buzában (tizennyolc elbeszélés) uo., 1890
37. Mikszáth Kálmán összegyüjtött munkái: I. A tekintetes vármegye. II. Az apró gentry és a nép, III. Nemzetes uraimék. IV. Pipacsok a buzában, V. Tavaszi rügyek. VI. Urak és parasztok. VII. A két koldusdiák. A mi a lelket megmérgezi. VIII. Club és folyosó. 2. kiadás. IX. A beszélő köntös. Regény. A lohinai fű. Elbeszélés. 2. kiadás. X. Pernye. Elbeszélések. XI. A kis primás. Magyarország lovagvárai. XII. Nagyságos Katanghy Menyhért képviselő úr viszontagságos élete, kalandjai, szerencsétlensége, szerencséje és művei. Uo., 1889-1896
38. Országgyűlési karczolatok. Uo., 1891 (Ism. P. Lloyd 307. sz.)
39. A galamb a kalitkában. Uo., 1892 (Különnyomat a M. Hirlapból. Ism. Budapesti Szemle LXXI. Németre ford. Wechsler Lajos Berlin és Lipcse, é. n., cseh nyelvre Mayerhoffer G. H., Prága, 1895, szlovákra: Bachat)
40. Kísértet Lublón (1892-93), (Először a Pesti Hírlap közölte, A lublói ember (Kísérteties krónika) címmel, 1892-ben)[12]
41. A kis primás. Történeti elbeszélés az ifjúság számára átdolgozva. Uo., 1892 (Ism. Élet, 1891)
42. Az eladó birtok. Páva a varjúval. Két elbeszélés. Uo., 1894 (Ism. Budapesti Szemle LXXIX. Fővárosi Lapok 217. sz. Kath. Szemle, 1895) A Szent Péter esernyője angol kiadásának címlapja (1900)

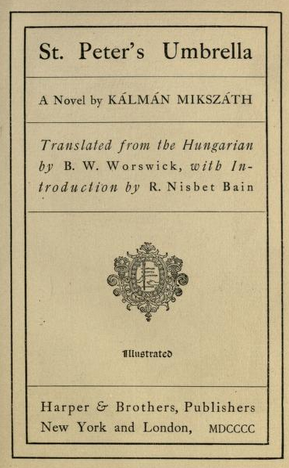
A Szent Péter esernyője angol kiadásának címlapja (1900)

43. Szent Péter esernyője. Neogrády Antal rajzaival. Uo., 1895. (Ism. Hét 51. sz. 2. kiadás. Uo., 1901. Németül: Berlinben és Charlottenburgban, 1896, két kiadásban és az Universal Bibliothek 4002., 4003. sz.; angolra ford. B. W. Worswick, bevezetéssel R. Nisbet Baintől. London, 1900)[13]
44. Beszterce ostroma. Egy különc ember története. Uo., 1895 (Előbb a Pesti Hirlapban, Ism. A Hét 46., M. Szemle 46., 47. sz. 2. kiadás 1901, uo.)
45. Társalgási leczkék. (Az elemi népiskolák számára). Kulcs a magyar nyelv megtanulásához. Uo., 1895
46. Huszár a teknőben és egyéb elbeszélések. Uo., 1895 (Filléres Könyvtár 1.)
47. Kisértet Lublón és egyéb elbeszélések. Mühlbeck Lajos, Neogrády Antal és Jankó János rajzaival. Uo. 1896 (2. kiadás 1901, uo., németül: Sponer Andor. Lipcse, 1899)
48. A keresztmama meséi: A pajkos diák. A varjú esete. Balog Károly eredeti rajzával. Uo., 1897
49. Prakovszky, a siket kovács. Uo., 1897 (Legjobb könyvek I. 1.)
50. A gavallérok. Ne okoskodj Pista. Uo., 1897 (Legjobb könyvek I. 11.).
51. Az új Zrínyiász. Társadalmi és politikai szatirikus rajz; Lampel, Bp., 1898 (Magyar könyvtár) – díszkiadásban is
52. Egy választás Magyarországon, vagy a körtvélyesi csíny. A demokraták. Uo., 1898
53. Két elbeszélés: Homályos ügy, A táborszernagy halála. Uo., 1898 (Magyar Könyvtár 81.)
54. Mikszáth Kálmán munkái. Uj sorozat. I. Szent Péter esernyője. II. Besztercze ostroma. III. Kisértet Lublón és egyéb elbeszélések. IV. Uj Zrinyiász. V. Tót atyafiak. A jó palócok. VI. Prakovszky a siket kovács. A körtvélyesi csíny. Uo., 1900
55. Különös házasság. Regény, 1-2.; Légrády, Bp., 1901
56. A szelistyei asszonyok; Légrády, Bp., 1901; németül: Szelistye : das Dorf ohne Männer (Camilla Goldner, Leipzig, 1903); Ein Dorf ohne Männer ( Ödön von Horváth, Wien, 1937); szlovákul: Selištejske šumne ženi (Hamboreszky Bertalan, 1910); románul: Săliştencele (Avram P. Todor, 1931-1932)
57. A fekete kakas; Légrády, Bp., 1901
58. Öreg szekér, fakó hám. Újabb elbeszélések. Uo., 1901 (Ism. Vasárnapi Ujság 48. sz.)
59. A fészek regényei. Elbeszélések; Singer-Wolfner, Bp., 1901
60. A sipsirica (1902)
61. Mikor a mécses már csak pislog. Elbeszélések; Révai, Bp., 1903 (Mikszáth Kálmán munkái)
62. Akli Miklós cs. kir. udv. mulattató története; Légrády, Bp., 1903
63. Az én kortársaim; Athenaeum Ny., Bp., 1904
64. A németke és egyéb elbeszélések; Lampel, Bp., 1905 (Magyar könyvtár)
65. A paraszt-kontesz és egyéb elbeszélések; Pallas Ny., Bp., 1905 (Érdekes Könyvtár 2. évf.)
66. A vén gazember; Révai, Bp., 1906 (Mikszáth Kálmán munkái)
67. Világít este a szentjánosbogár is; Révai, Bp., 1906 (Mikszáth Kálmán munkái)
68. A Noszty fiú esete Tóth Marival (1906-07)
69. Jókai Mór élete és kora, 1-2.; Révai, Bp., 1907 (Mikszáth Kálmán munkái)
70. A Noszty-fiú esete Tóth Marival. Vígjáték; Mikszáth Kálmán regénye alapján írta Harsányi Zsolt; Singer és Wolfner, Bp., 1909 (A magyar irodalom jelesei)
71. A gyerekek; Révai, Bp.. 1910 (Mikszáth Kálmán munkái)
72. Apró vázlatok és rajzok, 1-2.; Révai, Bp., 1910
73. Nagyobb elbeszélések; Révai, Bp., 1910 (Mikszáth Kálmán munkái)
74. Kisebb elbeszélések, 1-3.; Révai, Bp., 1910
75. Két választás Magyarországon; Révai, Bp., 1910 (Mikszáth Kálmán munkái)
76. Az igazi humoristák. Olvasmányok, útijegyzetek, tárcacikkek; sajtó alá rend. Rubinyi Mózes; Révai, Bp., 1910
77. A fekete város, 1-3. Franklin, Bp., 1911
78. Töviskes látogatóban. Elbeszélések; Franklin, Bp., 1912
79. Emlékezések, tanulmányok; Franklin, Bp., 1914 (Mikszáth Kálmán hátrahagyott munkái)
80. Szeged könyve, 1-2.; Révai, Bp., 1914
81. A saját ábrázatomról. Vallomások, levelek, följegyzések; Révai, Bp., 1914 (Mikszáth Kálmán hátrahagyott munkái; Online)
82. Az én ismerőseim. Apró jellemrajzok; Révai, Bp., 1914 (Mikszáth Kálmán munkái. Hátrahagyott iratok)
83. Az én halottaim. Nekrológok; Révai, Bp., 1914 (Mikszáth Kálmán munkái. Hátrahagyott iratok)
84. Dekameron, 1-4.; Révai, Bp.,1914-1917
85. Tudós írások. Huszonegy előszó, beszédek, tudósítások; Révai, Bp., 1914 (Mikszáth Kálmán munkái. Hátrahagyott iratok)
86. Anekdoták, 1-2.; Révai, Bp., 1917
87. Krónikás történetek; Révai, Bp., 1918
88. A zöld légy és a sárga mókus; Érdekes Újság, Bp., 1918 (Legjobb könyvek)
89. A fekete fogat; Érdekes Újság, Bp., 1919 (Legjobb könyvek)
90. Az amerikai menyecske. Regény-töredék; Lampel, Bp., 1919 (Magyar könyvtár)
91. A patronus és egyéb hátrahagyott írások; Franklin, Bp., 1923 (Mikszáth Kálmán hátrahagyott munkái)
92. Mikor az új kastély füstbement; Révai, Bp., 1928
93. Rajzok és szatírák; Révai, Bp., 1928
94. Alakok; Révai, Bp., 1930 (Mikszáth Kálmán művei)
95. Kálmán bácsi: Csodaszép mesék; Tolnai, Bp., 1935
96. Elkallódott írások; Mikszáth-Emlékbizottság, Bp., 1936
97. A Krúdy Kálmán csínytevései. Regény; Révai, Bp., 1943 (Regénykönyvtár)
98. A néhai bárány[14]

### Társszerzős művek, feldolgozások
- Az amerikai menyecske. Regény; Mikszáth Kálmán ötlete nyomán írta Mikszáth Albert; Kultúra, Bp., 1918 (A kultúra regénytára)
- Fodor István: Az eladó birtok. Énekes vígjáték; Mikszáth Kálmán novellája után zenéjét szerzette Békeffy Mihály; Tip. Benkő, Târgu-Mureş, 1923
- Fodor István: A szelistyei asszonyok. Zenés színjáték; Mikszáth Kálmán regénye után zenéjét szerezte Kozma Géza; Marosmenti Élet, Marosvásárhely, 1932 (A „Marosmenti Élet” könyvsorozata)
- A vén gazember; Mikszáth Kálmán regényéből írta Harsányi Zsolt; Kókai, Bp., 1935 (Fővárosi és vidéki színházak műsora)
- Mindenki lépik egyet. Vígjáték; Mikszáth Kálmán elbeszéléséből írta K. Pap János; szerzői, Bp., 1935 (Fővárosi és vidéki színházak műsora)
- Mikszáth Kálmán–Sömjéni Sándor: Miniszter kerestetik. Vígjáték; Népszava, Bp., 1949 (Szakszervezeti színpad)

## Galéria

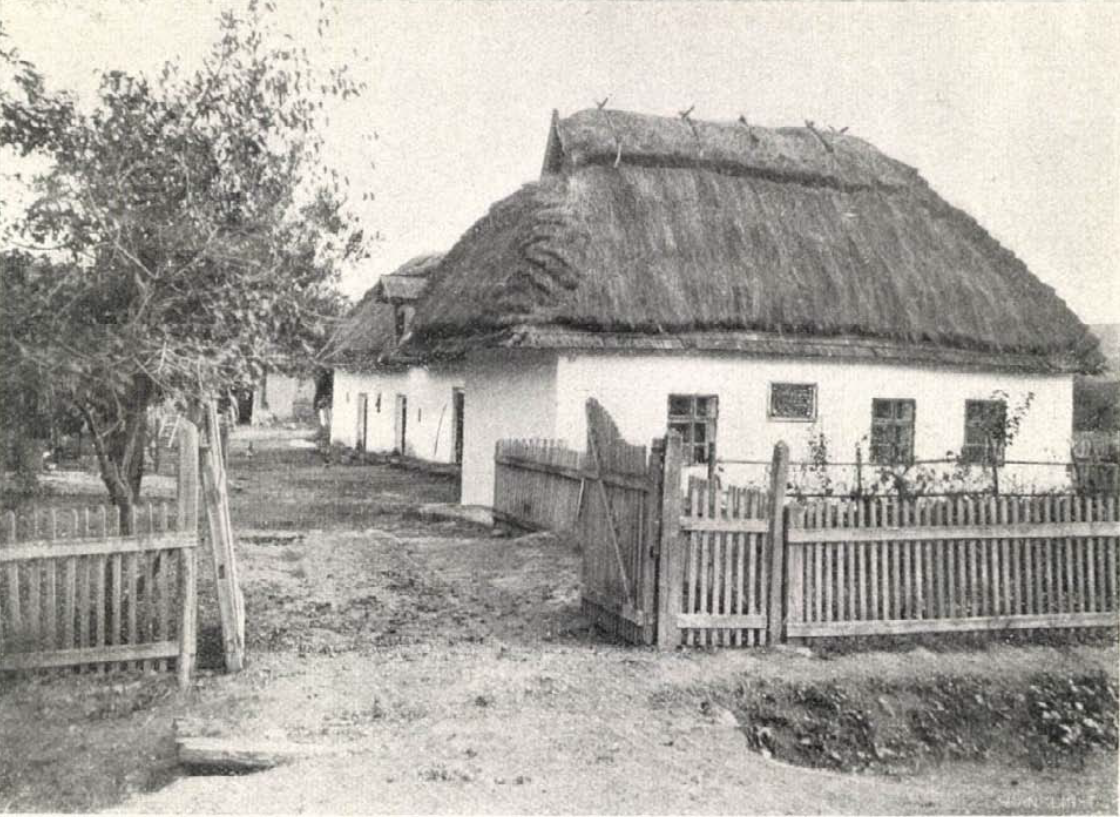
A szklabonyai Mikszáth-kúria 1910-ben
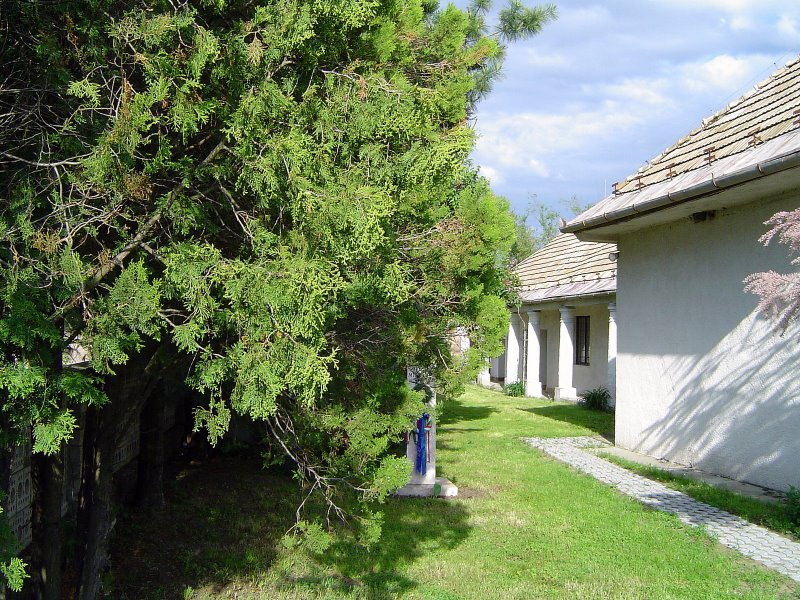
A szklabonyai emlékház udvara 2004-ben
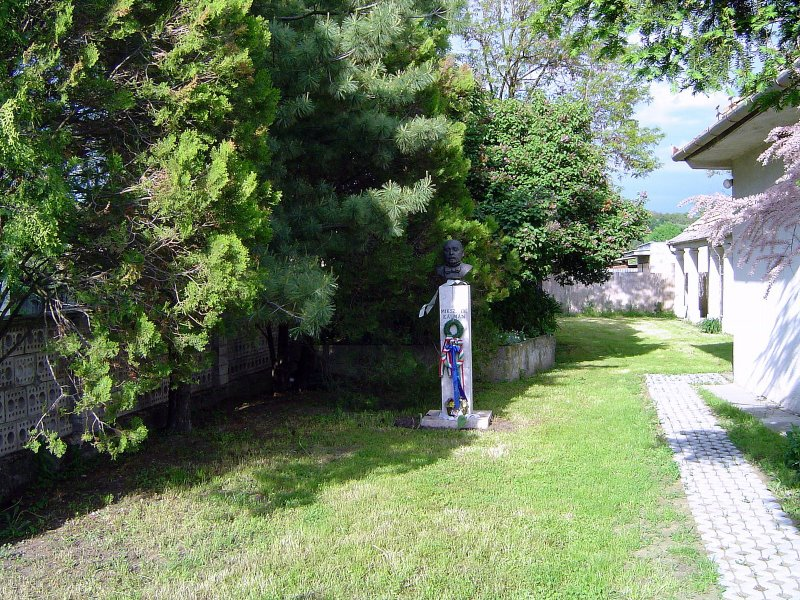
Portrészobra a szklabonyai Mikszáth Kálmán Emlékház udvarán
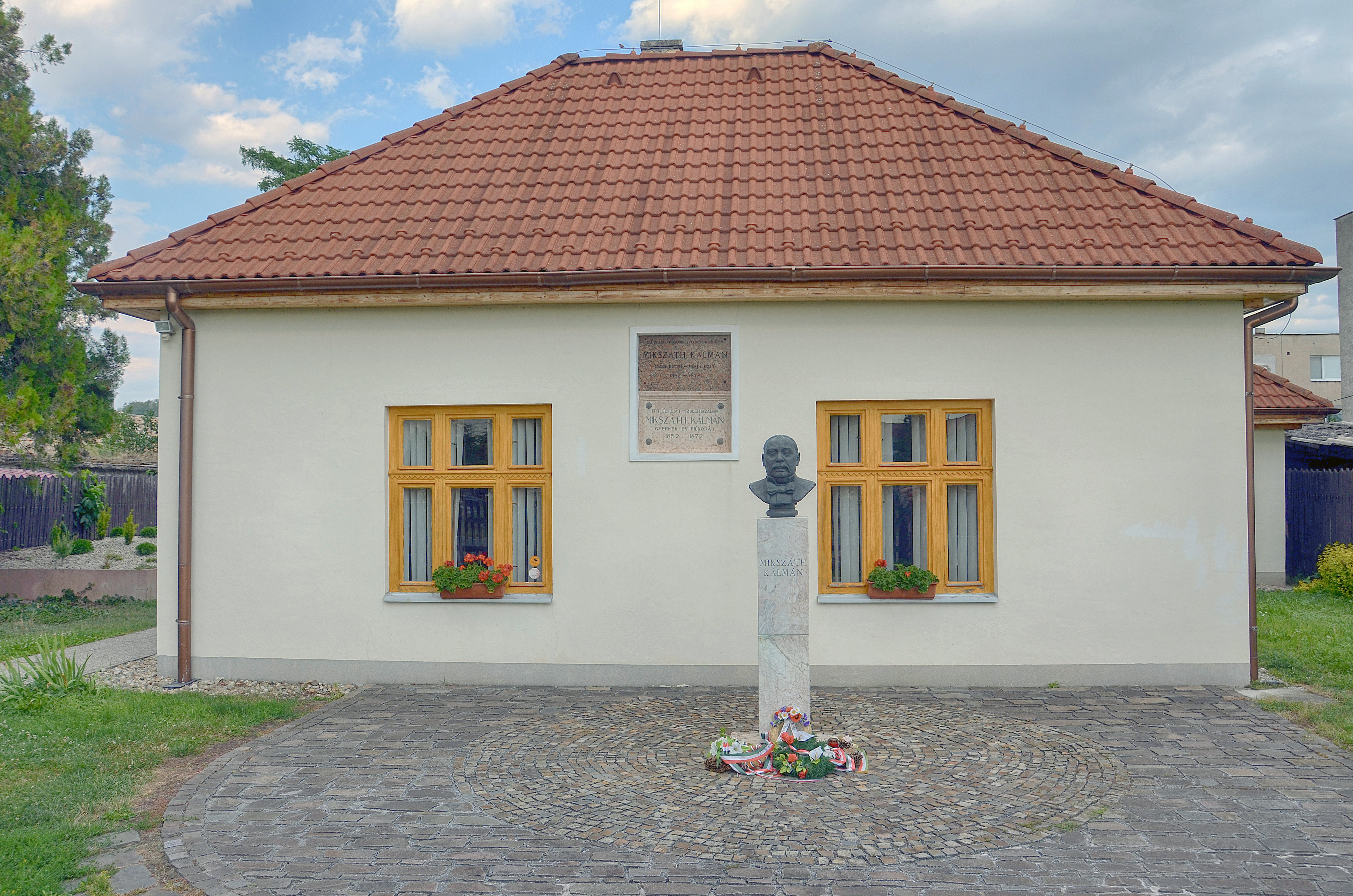
Mellszobra a szklabonyai Mikszáth Kálmán Emlékház előtt
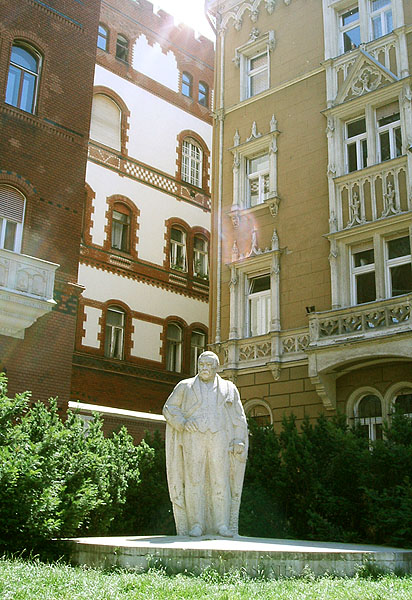
Mikszáth Kálmán szobra Budapesten a róla elnevezett téren
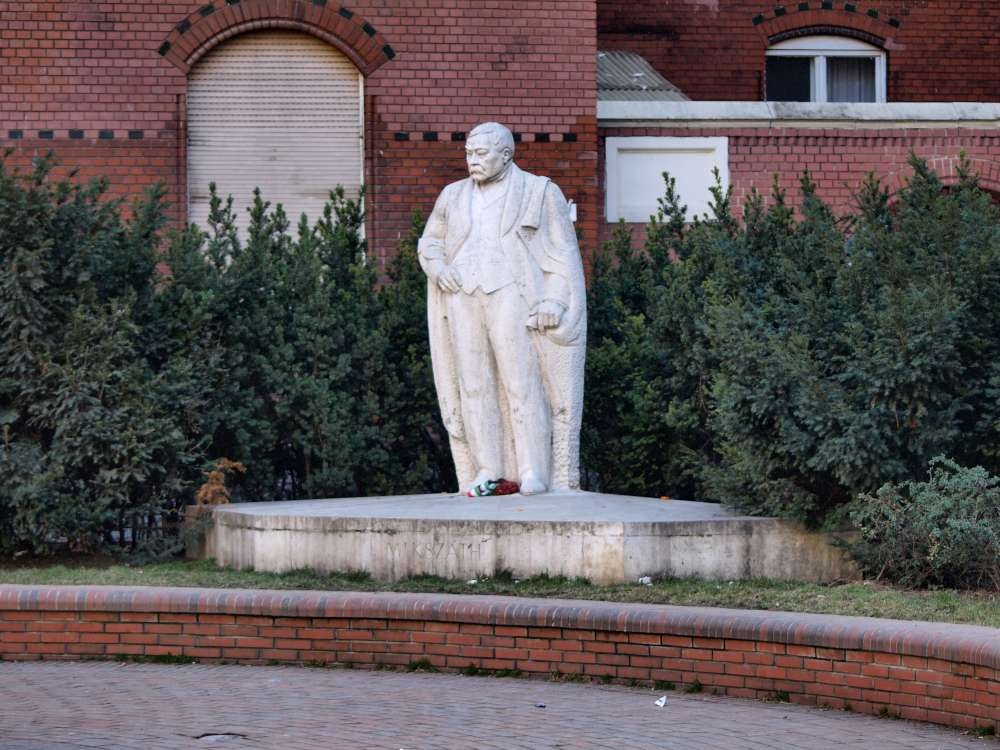
Mikszáth Kálmán szobra (Kocsis András, 1960, Budapest VIII. kerülete)
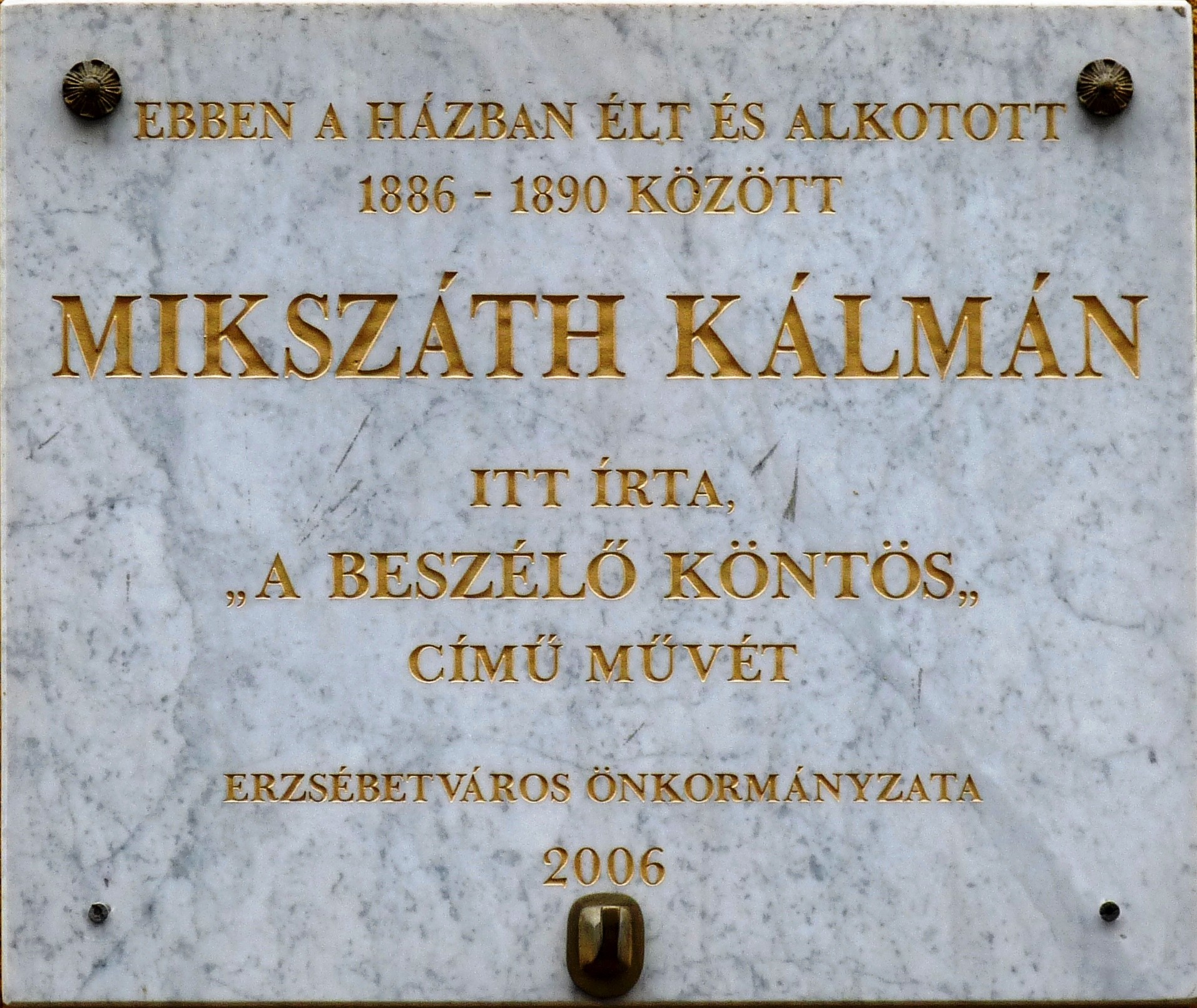
Emléktábla az író egykori lakóházán (1886-1890), A beszélő köntös című regény szülőhelyén (állították: Budapesten, az Erzsébetvárosban, 2006)

## Egyesületi, testületi tagságai
- A Budapesti Újságírók Egyesületének alapítója és elnöke
- A Belvárosi Takarékpénztár Részvénytársaság igazgatósági tagja
- A Kisfaludy Társaság tagja
- A Magyar Tudományos Akadémia tiszteleti tagja
- A Révai Testvérek Irodalmi Intézet Részvénytársaság igazgatóságának tagja
- A Petőfi Társaság tagja

## Emlékezete

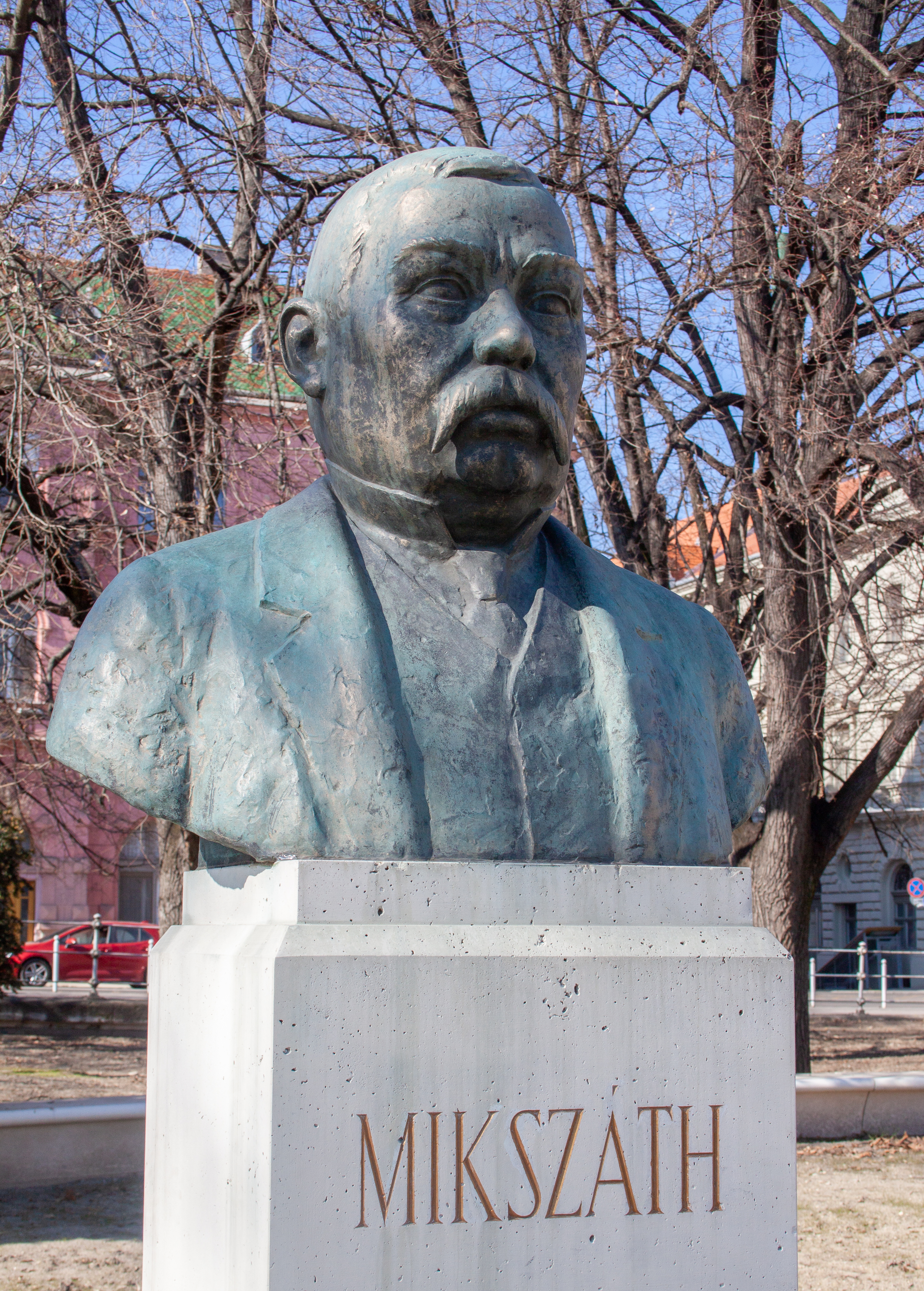
Mellszobra Szegeden

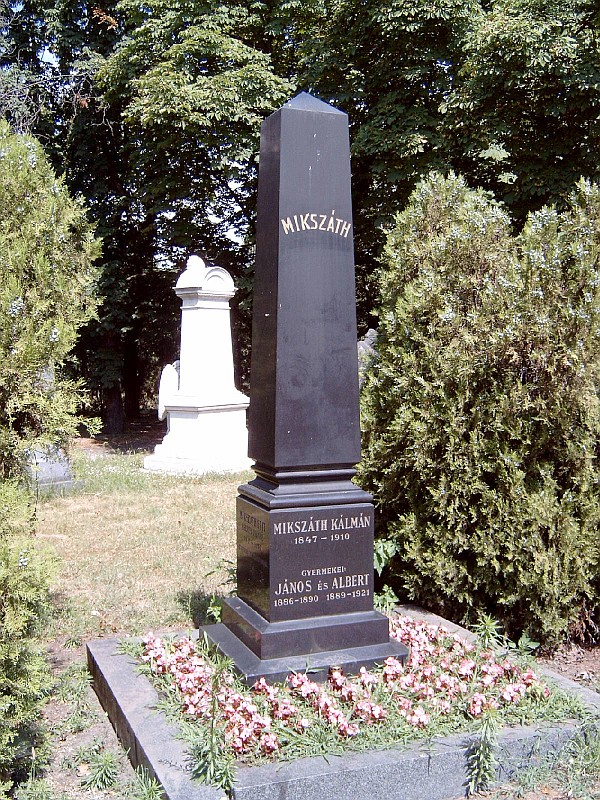
Mikszáth Kálmán sírja Budapesten (Kerepesi temető, 10/1-közép)

Emlékét az 1993-ban alakult Mikszáth Társaság ápolja, Mikszáth-óra néven díjat is adományozva az arra érdemeseknek.
2006-ban a Magyar Katolikus Újságírók Szövetsége, a Magyar Polgári Média Egyesület és a Magyar Elektronikus Újságírók Szövetsége létrehozta a Mikszáth Kálmán Kulturális és Média Alapítványt, amely a Mikszáth Kálmán-díjjal ismeri el az arra érdemes újságírókat.

## Származása
| Mikszáth Kálmán, (Szklabonya, 1847. jan. 16. – Budapest, 1910. máj. 28.) író, újságíró, szerkesztő, országgyűlési képviselő | Apja: Mixadt János (Cseri, 1808. máj. 22. – Szklabonya, 1873. ápr. 18.) földbirtokos, árendás mészáros és kocsmáros | Apai nagyapja: Mixadt Sámuel (Felsősztregova, 1778. jan. 8. – Nagykürtös, 1830. júl. 17.) földbirtokos, hentes | Apai nagyapai dédapja: Mixadt Sámuel (Parlagos, 1745 körül – Túrmező, 1785. márc. 4.) evangélikus lelkész                 |
| Mikszáth Kálmán, (Szklabonya, 1847. jan. 16. – Budapest, 1910. máj. 28.) író, újságíró, szerkesztő, országgyűlési képviselő | Apja: Mixadt János (Cseri, 1808. máj. 22. – Szklabonya, 1873. ápr. 18.) földbirtokos, árendás mészáros és kocsmáros | Apai nagyapja: Mixadt Sámuel (Felsősztregova, 1778. jan. 8. – Nagykürtös, 1830. júl. 17.) földbirtokos, hentes | Apai nagyapai dédanyja: Gerengay Zsuzsanna (1754. szept. 19. – Legénd, Nógrád) Gerengay Márton, evangélikus lelkész lánya |
| Mikszáth Kálmán, (Szklabonya, 1847. jan. 16. – Budapest, 1910. máj. 28.) író, újságíró, szerkesztő, országgyűlési képviselő | Apja: Mixadt János (Cseri, 1808. máj. 22. – Szklabonya, 1873. ápr. 18.) földbirtokos, árendás mészáros és kocsmáros | Apai nagyanyja: Turcsányi Zsuzsanna (Nagykürtös, 1786. jún. 24. Szklabonya, 1853. aug. 4.)                     | Apai nagyanyai dédapja: Turcsányi Sámuel (? – ?) földműves                                                                |
| Mikszáth Kálmán, (Szklabonya, 1847. jan. 16. – Budapest, 1910. máj. 28.) író, újságíró, szerkesztő, országgyűlési képviselő | Apja: Mixadt János (Cseri, 1808. máj. 22. – Szklabonya, 1873. ápr. 18.) földbirtokos, árendás mészáros és kocsmáros | Apai nagyanyja: Turcsányi Zsuzsanna (Nagykürtös, 1786. jún. 24. Szklabonya, 1853. aug. 4.)                     | Apai nagyanyai dédanyja: Pantik Zsuzsanna (? – ?)                                                                         |
| Mikszáth Kálmán, (Szklabonya, 1847. jan. 16. – Budapest, 1910. máj. 28.) író, újságíró, szerkesztő, országgyűlési képviselő | Anyja: nemes Veres Mária (Ebeck, 1823. okt. 2. – Szklabonya, 1873. júl. 14.)                                        | Anyai nagyapja: nemes Veres Sámuel (Alsózellő, 1762. jan. 12.?) földbirtokos                                   | Anyai nagyapai dédapja: nemes Veres István (? – ?) földbirtokos                                                           |
| Mikszáth Kálmán, (Szklabonya, 1847. jan. 16. – Budapest, 1910. máj. 28.) író, újságíró, szerkesztő, országgyűlési képviselő | Anyja: nemes Veres Mária (Ebeck, 1823. okt. 2. – Szklabonya, 1873. júl. 14.)                                        | Anyai nagyapja: nemes Veres Sámuel (Alsózellő, 1762. jan. 12.?) földbirtokos                                   | Anyai nagyapai dédanyja: nemes varbóki Plachy Dorottya (? – ?)                                                            |
| Mikszáth Kálmán, (Szklabonya, 1847. jan. 16. – Budapest, 1910. máj. 28.) író, újságíró, szerkesztő, országgyűlési képviselő | Anyja: nemes Veres Mária (Ebeck, 1823. okt. 2. – Szklabonya, 1873. júl. 14.)                                        | Anyai nagyanyja: kövi Frenyó Judit (Nógrádszentpéter, 1786. okt. 8. – ?)                                       | Anyai nagyanyai dédapja: kövi Frenyó János (? – ?) földbirtokos                                                           |
| Mikszáth Kálmán, (Szklabonya, 1847. jan. 16. – Budapest, 1910. máj. 28.) író, újságíró, szerkesztő, országgyűlési képviselő | Anyja: nemes Veres Mária (Ebeck, 1823. okt. 2. – Szklabonya, 1873. júl. 14.)                                        | Anyai nagyanyja: kövi Frenyó Judit (Nógrádszentpéter, 1786. okt. 8. – ?)                                       | Anyai nagyanyai dédanyja: Zsuzsanna (? – ?)                                                                               |

## Szakirodalom
- Szana Tamás: Újabb elbeszélők. Mikszáth Kálmán, Baksay Sándor stb.; Hornyánszky, Bp., 1889
- Vincze József: Mikszáth munkái; Hornyánszky Ny., Bp., 1900
- Réger Béla: Mikszáth, Herczeg, Ambrus. Ismertető felolvasások; Wellisch, Szentgotthárd, 1908
- Lőrinczy György: Mikszáth Kálmán. 1847–1910; Singer és Wolfner, Bp., 1909 (Filléres könyvtár)
- Rubinyi Mózes: Mikszáth Kálmán stílusa és nyelve; Révai, Bp., 1910
- Waczulik László: Népies elemek MIkszáth nyelvében; Markovits-Garai Ny., Bp., 1910
- Várdai Béla: Mikszáth Kálmán; Franklin, Bp., 1910 (Költők és írók) Online
- Ferenczi Zoltán: Mikszáth-ról; Csendes Ny., Temesvár, 1910
- Kiss Ernő: Mikszáth Kálmán; Gámán Ny., Kolozsvár, 1910
- Lippay Zoltán: Mikszáth Kálmán irodalmi működése és a magyar közélet; Pannonia Ny., Győr, 1910
- Mikszáth Kálmán 40 éves írói jubileumának története; közrebocs. az író 40 éves jubileumára alakult országos bizottság; Révai, Bp., 1910
- Gyöngyösy László: Mikszáth Kálmán (1849–1910); Franklin Ny., Bp., 1911
- Rubinyi Mózes: Mikszáth Kálmán élete és művei. Az összes művek bibliográfiájával; Révai, Bp., 1918
- Zsigmond Ferenc: Mikszáth írói egyénisége mint kortörténelmi dokumentum; Csáthy F., Debrecen, 1923 (A Debreceni Tisza István Tudományos Társaság I. osztályának kiadványai)
- Kálniczky Géza: Mikszáth Kálmán diákévei Rimaszombatban; Globus Ny., Kassa, 1925
- Zsigmond Ferenc: Mikszáth Kálmán; Pallas, Bp., 1927 (Irodalomtörténeti füzetek)
- Herczeg Ferenc: Mikszáth Kálmán t. tag emlékezete; Akadémia, Bp., 1928 (A Magyar Tudományos Akadémia elhunyt tagjai fölött tartott emlékbeszédek)
- György Lajos: Tárgytörténeti jegyzetek Mikszáth anekdotáihoz; Pallas, Bp., 1933 (Irodalomtörténeti füzetek)
- Cserzy Béla: A nagy palóc elindult... Mikszáth Kálmán szegedi évei; Délmagyarország Ny., Szeged, 1939
- Riedl Frigyes: Mikszáth Kálmán; tanítványaival sajtó alá rend. Somos Jenő; Egyetemi Ny., Bp., 1940 (Magyar irodalmi ritkaságok)
- Schöpflin Aladár: Mikszáth Kálmán; Franklin, Bp., 1941 (Magyar írók)
- Keményfy János: Mikszáth világa; Franklin Ny., Bp., 1942
- Karácsony Sándor: A cinikus Mikszáth; Exodus, Bp., 1944
- Scheiber Sándor: Mikszáth Kálmán és a keleti folklore; Országos Néptanulmányi Egyesület, Bp., 1949
- Király István: Mikszáth Kálmán; Művelt Nép, Bp., 1952 (Nagy magyar írók)
- Nádass József: Mikszáth Kálmán: Különös házasság c. regényéről; Művelt Nép, Bp., 1952 (Útmutató városi és falusi előadók számára)
- Nacsády József: Mikszáth szegedi évei. 1878–1880; Művelt Nép, Bp., 1956 (Irodalomtörténeti tanulmányok)
- Melich János: Dolgozatok. 1.; Akadémiai, Bp., 1957 (Nyelvtudományi értekezések)
- Rejtő István: Mikszáth Kálmán, a rimaszombati diák; MTA Irodalomtörténeti Intézete; Akadémiai, Bp., 1959 (Irodalomtörténeti füzetek)
- Bisztray Gyula: Mikszáth Kálmán. 1847–1910; Magyar Helikon, Bp., 1961 (A Petőfi Irodalmi Múzeum kiadványai)
- Barta János: Mikszáth-problémák; Akadémiai Ny., Bp., 1961
- Méreiné Juhász Margit: Mikszáth Kálmán szellemi és tárgyi hagyatéka a Magyar Tudományos Akadémián és tájmúzeumainkban; MTA Könyvtár, Bp., 1963 (Magyar Tudományos Akadémia Könyvtárának kiadványai)
- Bisztray Gyula: Mikszáth néprajza; Nógrádi Múzeum, Salgótarján, 1972
- Kerényi Ferenc: Mikszáth emlékek Nógrád megyében. Balassagyarmat, Horpács. Múzeumi vezető; Nógrád Megyei Múzeumok Igazgatósága, Salgótarján, 1973
- Mikszáthtól, Mikszáthról. Az író születésének 130. évfordulóján; összeáll. Standovárné Gárdonyi Vera; Tankönyvkiadó, Bp., 1976
- Kozma Dezső: Mikszáth Kálmán; Dacia, Kolozsvár-Napoca, 1977 (Kismonográfia)
- Szalay Károly: Humor és szatíra Mikszáth korában; Magvető, Bp., 1977
- Nagy évfordulók. Előadás, javaslatok Ady Endre, Radnóti Miklós, Móricz Zsigmond, Mikszáth Kálmán születésének évfordulója alkalmából; szerk. Szarka Erzsébet; Osvetový ústav, Bratislava, 1977
- Steven C. Scheer: Kálmán Mikszáth; Twayne, New York, 1977 (Twayne's world authors series 462. Hungary)
- Fábri Anna: Mikszáth Kálmán alkotásai és vallomásai tükrében; Szépirodalmi, Bp., 1983 (Arcok és vallomások)
- H. Szabó Ágnes: Horpács, Mikszáth Kálmán Emlékmúzeum; TKM, Bp., 1984 (Tájak, korok, múzeumok kiskönyvtára)
- Mikszáth és a századvég–századelő prózája. Balassagyarmat, 1987. október 1–3.; szerk. Kovács Anna; Nógrád Megyei Múzeumok Igazgatósága, Salgótarján, 1989 (Discussiones Neogradienses)
- Praznovszky Mihály: Nógrádi Mikszáth-lexikon. Egy kötetben, két részben. 1. rész: Személyek, 2. rész: Helyszínek; Mikszáth, Salgótarján, 1991
- Rejtő István: Mikszáthiáda. Cikkek, tanulmányok; MTAK, Bp., 1992 (A Magyar Tudományos Akadémia Könyvtárának közleményei)
- A szklabonyai Mikszáth Kálmán Emlékház. A Palóc Társaság ajándéka; szerk. Z. Urbán Aladár; Palóc Társaság, Nagykürtös, 1993
- Csáky Károly: Mikszáth Kálmánnal szülőföldjén; Lilium Aurum, Dunaszerdahely, 1996 (Katedra könyvek)
- Az utolsó boldog író. Magyar írók Mikszáth Kálmánról; összeáll. Praznovszky Mihály, Bándli Judit et al.; Mikszáth, Salgótarján, 1997
- Mikszáth emlékszám; Madách Imre Városi Könyvtár, Balassagyarmat, 1997; Balassagyarmati honismereti híradó, 19. évf. (1997), 1-2. sz.
- Mikszáth szegediekről – szegediek Mikszáthról; szerk. Apró Ferenc; Dugonics Társaság, Szeged, 1997
- Mikszáth Kálmán. Általános és középiskolások számára; összeáll. Margócsy Klára; Tóth Könyvkereskedés, Debrecen, 1997 (Nagyjaink)
- Praznovszky Mihály: Az öreg batár utasai. Mikszáth tanulmányok; Mikszáth, Horpács, 1997
- Mikszáth-emlékkönyv. Tanulmányok az író születésének 150. évfordulójára, 1847–1997; szerk. Fábri Anna; Mikszáth, Horpács, 1997
- Mikszáth Kálmán: A pénzügyminiszter reggelije. Petőfi Irodalmi Múzeum, Budapest, 1997. október 13–1998. január 31. Kiállítás a Mikszáth grafikai pályázat anyagából; PIM, Bp., 1997
- Véber Károly: Mikszáth Kálmán élete és művei; Nesztor, Bp., 1997
- Kovács Anna: Mikszáth. Kiállításvezető a Mikszáth Kálmán Emlékmúzeum állandó irodalomtörténeti kiállításához; Nógrádi Történeti Múzeum, Salgótarján, 1997
- A nagy palóc. 150 éve született Mikszáth Kálmán; BBMK, Salgótarján, 1997
- Valaczka András: Olvasmánynapló Mikszáth Kálmán Szent Péter esernyője című regényéhez; Nemzeti Tankönyvkiadó, Bp., 1998 (Olvasmánynapló-sorozat)
- Eisemann György: Mikszáth Kálmán; Korona, Bp., 1998 (Klasszikusaink)
- Mikszáth-év, 1997; összeáll. Praznovszky Mihály; Országos Mikszáth Emlékbizottság, Bp., 1998
- Fábri Anna: Mikszáth Kálmán, 1847–1910; 2. átdolg. kiad.; Mikszáth, Horpács, 1998 (Élet-mű-kalauz)
- Praznovszky Mihály: Mikszáth Kálmán; Elektra Kiadóház, Bp., 1999 (Élet-kép sorozat)
- Mikszáth olvasókönyv; Holló, Kaposvár, 1999
- Belitzky János: Mikszáth és Balassagyarmat; Nagy Iván Történeti Kör–Nógrád Megyei Levéltár, Balassagyarmat, 2000 (Nagy Iván könyvek)
- Beke Albert: Egy meghasonlott lelkű ember. A politikus Mikszáth; Szenci Molnár Társaság, Bp., 2004
- Révay Mór: Jókairól és Mikszáthról bizalmasan; Palatinus, Bp., 2004
- Pásztor Sándorné: Mikszáth és a "görbeország"; Mikszáth Kálmán Társaság, Horpács, 2005 (Mikszáth könyvestéka)
- Végh József: Horpács. Mikszáth Kálmán faluja; KT, Komárno, 2005 (Tájak, korok, múzeumok kiskönyvtára)
- Bolgár Adrianna: Mikszáth-regények és -novellák magyar-szlovák, szlovák-magyar frazeológiai szótára. A frazeologizmusok fordításának vizsgálata Mikszáth Kálmán regényeiben és novelláiban; Plectrum, Losonc, 2005
- V. Raisz Rózsa: A közbevetés és a közbeékelés a Mikszáth-prózában; Nemzeti Tankönyvkiadó, Bp., 2005 (Az alakzatok világa)
- Hajdu Péter: Csak egyet, de kétszer. A Mikszáth-próza kérdései; Gondolat–Pompeji, Bp.–Szeged, 2005 (deKON-KÖNYVek)
- Sipos Sylvia Sipos: Tu prezil... Expozícia Pamätného domu Kálmána Mikszátha v Sklabinej / Itt élte át... A szklabonyai Mikszáth Kálmán Emlékház kiállítása; SNM-Múzeum kultúry Madarov na Slovensku–Obcianske zdruzenie Tradície a hodnoty, Bratislava, 2006
- Praznovszky Mihály: A hatodik, hetedik ember az országban. Mikszáth-tanulmányok; Zöld Kalamáris, Veszprém, 2006 (Mikszáth könyvestéka)
- Bereczky János: Mikszáth Kálmán és a gyermekjátékok világa; Akadémiai, Bp., 2006
- T. Szabó Levente: Mikszáth, a kételkedő modern. Történelmi és társadalmi reprezentációk Mikszáth Kálmán prózapoétikájában; L'Harmattan–MIT, Bp., 2007 (Ligatura)
- Mikszáth-hagyományok és értékek; szerk. N. Tóth Anikó; Konstantin Filozófus Egyetem Közép-európai Tanulmányok Kara, Nyitra, 2008 (Europica varietas)
- V. Raisz Rózsa: Aki megszelídítette a magyar mondatot. Dolgozatok Mikszáth Kálmán stílusáról; Mikszáth Kálmán Társaság, Horpács, 2008 (Mikszáth könyvestéka)
- "A Noszty fiú esete Tóth Marival". Tanulmányok; szerk. Milián Orsolya; Gondolat–Pompeji, Bp.–Szeged, 2008 (deKON-KÖNYVek)
- Praznovszky Mihály: Utazás Mikszáthtal Palócországban; Nógrád Megye Önkormányzata, Salgótarján, 2010 (Nógrád, a varázslatos világ)
- Az interkulturális kommunikáció Mikszáth Kálmán műveiben. Nemzetközi tudományos konferencia. Besztercebánya, 2010. május 26.; összeáll., szerk. Alabán Ferenc; Hungarovox, Bp., 2010
- Hajdu Péter: Mikszáth Kálmán: A Noszty fiú esete Tóth Marival; Akkord, Bp., 2010 (Talentum műelemzések)
- Hajdu Péter: Tudás és elbeszélés. A Mikszáth-kispróza rejtelmei; Argumentum, Bp., 2010 (Irodalomtörténeti füzetek)
- Mikszáth Kálmán és kortársai. Regionalizmus a 19. század végén a közép-európai irodalmak kontextusában. A 2010. május 21-én Mikszáth Kálmán halálának 100. évfordulója alkalmából a Szlovák Nemzeti Múzeum – a Szlovákiai Magyar Kultúra Múzeuma által Pozsonyban szervezett nemzetközi tudományos konferencia előadásai; összeáll. Szilvia Sipos, ford. Lajos Szikhart, Anna Antal; Szlovák Nemzeti Múzeum–Hagyományok és Értékek Polgári Társulás, Pozsony, 2011
- A kis formák mestere. Meg a nagyoké. Elemzések Mikszáth Kálmán novelláiról; szerk. Hajdu Péter; Mikszáth Kálmán Társaság, Salgótarján, 2011 (Mikszáth könyvestéka)
- Apró Ferenc: Írások Mikszáthról; Gradus ad Parnassum, Szeged, 2012
- Grecsó Krisztián: Mikszáth 21; Mikszáth Társaság, Horpács, 2012 (Mikszáth könyves-téka)
- Sáros földből Nógrád földbe. Mikszáth Kálmán égi és földi utazásai Nógrádban. A Palóc Múzeum kiállítása, 2012. április 10–2012. október; szerk. Császtvay Tünde; Palóc Múzeum, Balassagyarmat, 2012
- Fábri Anna: Mi ez a valósághoz képest? Kérdések és válaszok Jókai, Mikszáth és Krúdy olvasása közben; Kortárs, Bp., 2013 (Kortárs tanulmány)
- Narratíva és politika. Mikszáth-újraolvasás; szerk. Bengi László, Eisemann György; MIT, Bp., 2016 (MIT-konferenciák)
- Nagy Lajosné Bereczki Mária: Lombos fák és csemetéik. Mikszáth Kálmán és családja; Nagy L.-né Bereczki M., Ságújfalu, 2017

### Segédletek
- Heinlein István: Mikszáth Kálmán művei idegen nyelveken; Hornyánszky Ny., Bp., 1911
- Rubinyi Mózes: Mikszáth Kálmán élete és művei. Az összes művek bibliográfiájával; Révai, Bp., 1918
- Mikszáth Kálmán; összeáll. Országos Széchényi Könyvtár Bibliográfiai Osztálya; OSZK, Bp., 1953 (A mi íróink Ajánló könyvismertetések a szépirodalom tanulmányozásához)
- Mikszáth Kálmán. Ajánló bibliográfia, 1960–1986; összeáll., közread. Balassi Bálint Nógrád Megyei Könyvtár; BBMK, Salgótarján, 1987
- Mikszáth Kálmán bibliográfia, 1987–1996; összeáll. Bódi Györgyné; BBK, Salgótarján, 1997
- Óvd a múltat, hagyj nyomot a jövőnek! Klasszikusaink (Jókai, Madách, Mikszáth...) műveinek jobb megértéséhez készült régi, elavult és idegen szavak, kifejezések, nevek jegyzéke; szerk. Szántay Judit, Szántay Georgina; Szántay Judit, Bp., 2007
- Mikszáth kora. Dokumentumok Nógrád megye 1867–1914 közötti történetéhez; összeáll., szerk., jegyz. Hausel Sándor, személy- és helynévmutató Hernádiné Bakos Marianna; Nógrád Megyei Levéltár, Balassagyarmat–Salgótarján, 2010 (Adatok, források és tanulmányok a Nógrád Megyei Levéltárból)
- Semmi mozdulat most. Mikszáth Kálmán összes fényképe, válogatott ábrázolások; összeáll., szerk.. utószó Debreceni Boglárka; PIM, Bp., 2010